# Parti-Front révolutionnaire de libération du peuple
Le Parti-Front révolutionnaire de libération du peuple (en turc : Devrimci Halk Kurtuluş Partisi-Cephesi ou DHKP-C) est une organisation d’extrême gauche turque d'idéologie marxiste-léniniste. Elle dispose d’une branche armée : les Unités révolutionnaires armées (Silahlı Devrimci Birlikleri), rebaptisées en 1994 Unités de propagande armée (Silahlı Propaganda Birlikleri).
L’organisation est placée sur la liste officielle des organisations terroristes des États-Unis, de l'Union européenne, du Canada, de la Turquie et du Royaume-Uni. Depuis 2014, le gouvernement des États-Unis met à prix la capture des dirigeants de cette organisation pour 3 millions de dollars.
Le DHKP-C ne mène pas une guérilla contre les forces armées turques, ces dernières étant majoritairement constituées de conscrits, que l'organisation ne considère pas comme des cibles. Ses attaques, peu nombreuses, sont perpétrées contre des cibles individuelles que le DHKP-C identifie à des responsables politiques ou militaires directement impliqués dans la répression des groupes armés d’extrême gauche. Il se rend ainsi responsable au cours de son histoire des assassinats du ministre Gün Sazak (1980), du général Temel Cingöz (1991) ou encore de l'ancien commandant en chef des forces navales turques Kemal Kayacan (1992)

## Historique
Cette organisation se considère comme l’héritière d’une continuité de mouvements :
- TIP (1961 - Parti ouvrier de Turquie)
- FKF (1965 - Fédération des Clubs de réflexion)
- DEVRIMCI-GENÇLIK (1969 - Jeunesse révolutionnaire)
- THKP-C (1970-1972, Parti-Front de libération populaire de Turquie)
- DEV-GENÇLIK (1974-76)
- DEVRIMCI YOL (1976-78-80, Chemin révolutionnaire)
- DEVRIMCI SOL (1978-1994, Gauche révolutionnaire)
- DHKP-C (1994)

Le mouvement communiste, incarné par le Parti révolutionnaire de libération du peuple (DHKP) et son Front (DHKC), se bat depuis trente-cinq ans, officiellement pour la libération sociale des peuples turc, kurde, arabe, laze, circassien, bosniaque, géorgien, abkhaze, grec, rom, arménien, chaldéen, assyrien et autres, qui cohabitent en Turquie.
Le DHKP-C est issu d’un long processus politico-militaire interrompu par deux coups d’État militaires (en 1971 et en 1980). Le mouvement apparaît en 1970 sous le nom de THKP-C (Parti-Front révolutionnaire de libération de la Turquie) et en 1978, refait surface sous l’appellation « Devrimci Sol » (Gauche révolutionnaire).
Depuis 1988, le mouvement, sous ses différentes appellations, collabore avec le PKK. Jusqu’en 1992, ses hommes, qui ont été jusqu’à 5 000, s’entraînaient au Liban, sous la protection de la Syrie.
Le 1er novembre 1991, s'est clos le procès de 1 243 membres du mouvement. 582 ont été acquittés, soixante-six ont bénéficié d’un non-lieu, 553 ont été condamnés à une peine de prison, quarante-et-un à la réclusion à perpétuité, un à mort.
Le chef du DHKP-C, Dursun Karatas, évadé d’une prison turque en 1990 et figurant au registre rouge d’Interpol dans 174 pays, a été arrêté en France en 1994.
Le 21 octobre 1997, un membre du DHKP-C est condamné à six ans de prison, par la cour d'assises spéciale de Paris, pour tentative d'extorsion de fonds par la violence en bande organisée et en relation avec une entreprise terroriste. Toujours en 1997, un dirigeant du DHKP-C est blessé au genou, dans la Xe arrondissement parisien, de deux balles tirées par un pistolet automatique 7/65. L'auteur des tirs appartient à un groupe dissident, le THKP-C. En représailles, et la même année, la responsable du THKPC en France est prise pour cible par des membres du DHKP-C, qui tirent cinq balles sur elle sans la toucher, afin de l’intimider. Le commanditaire de ce second attentat, qui se trouve en Allemagne, y est condamné plusieurs peines de prison pour d'autres faits, puis remis à la justice française. Le 4 mars 2014, la cour d'appel de Paris le condamne à huit ans de prison, considérant que le DHKP-C « constitue une entreprise hiérarchisée et structurée, ayant pour but, par la commission d'infractions comportant des assassinats et tentatives d'assassinats, des violences volontaires, des extorsions de fonds au préjudice de commerçants, des ports d'armes et des attentats à l'explosif, de pratiquer à l'encontre de ses adversaires et opposants une violence révolutionnaire troublant gravement l'ordre public par l'intimidation ou la terreur ; qu'il s'agit donc d'une entreprise terroriste au sens des articles 421-1 et suivants du code pénal. » Le 2 décembre 2015, la Cour de cassation rejette son pourvoi.
De 1998 à 2002, le DHKP-C a assassiné 53 personnes en Turquie, dont 32 policiers, les autres étant civiles.
Le 20 octobre 2000, le DHKP-C lance un mouvement de grève de la faim contre la réforme des prisons, laquelle vise à transférer les prisonniers politiques vers des établissements pénitentiaires de haute sécurité (prisons de type F) inspirés du modèle US et répondant officiellement aux normes européennes. Les prisonniers du DHKP-C entrent en « jeûne jusqu’à la mort » pour protester contre leur mise en isolement dans des cellules individuelles où ils se plaignent des mauvais traitements. 
« Les grèves de la faim collectives sont une vieille pratique de la gauche révolutionnaire turque (et kurde) et ont fait 134 morts entre 1996 et 2007, dans des mouvements de protestation contre l’isolement carcéral » source http://istanbul.blog.lemonde.fr/2012/10/26/
Au printemps 2004, une opération conjointe des polices turque, belge, allemande, néerlandaise et italienne, fondée sur 56 000 heures d’écoutes téléphoniques, aboutit à l’arrestation d’une quarantaine de personnes, suspectées de cinq attentats commis en Turquie pendant l’année 2003.
Dans une autre affaire, la cour d'appel de Paris condamne, le 17 décembre 2013, neuf membres du DHKP-C pour association de malfaiteurs, en relation avec une entreprise terroriste, et financement d'une entreprise terroriste : deux à sept ans de prison, un à cinq ans, un à quatre ans dont trois ans ferme, un à quatre ans dont deux ans ferme, deux à quatre ans dont dix-huit mois ferme, un à trois ans dont deux ans ferme et le dernier à deux ans dont un an ferme. Le 18 février 2015, la Cour de cassation rejette leur pourvoi.
Dans les années 2010, l'organisation continue de revendiquer des attentats, comme celui contre l'ambassade américaine et la prise d'otage sanglante au tribunal d'Istanbul, le 31 mars 2015. En janvier 2015, la justice grecque condamne six membres du DHKP-C pour détention illégale d'armes : les deux principaux sont condamnés, respectivement à sept et six ans de prison, les autres à des peines allant de trois à six ans. Le matin du 3 mars 2016, deux femmes membres du DHKP-C sont abattues par la police à Istanbul après avoir ouvert le feu devant un commissariat,.

## En Belgique, procès du DHKP-C
En 2006-2010, une série de jugements, en première instance puis trois en appel après deux arrêts de cassation, ont eu lieu à l’encontre de membres présumés du DHKP-C dont Fehriye Erdal et le Belge Bahar Kimyongür,.